# Ami Tokito
Ami Tokito (時東 ぁみ?, Tokito Ami; Tokyo, 25 settembre 1987) è una cantante, modella e attrice giapponese.
Ha iniziato la sua carriera come attrice in tenera età con i nomi d'arte Sachie Komatsu e Hikaru Asakura. Ha debuttato come gravure idol nel 2005 sulla rivista Miss Young Jump, vincendo il riconoscimento Tsunku's honorable award.
Insieme alle colleghe Asami Abe e Natsuko "Gal" Sone ha partecipato con il nome di "Amimi" al trio Gyaruru ideato dal produttore Tsunku.